# José Antonio Aguilar Rivera
José Antonio Aguilar Rivera (Ciudad de México, 1968) es un ensayista, escritor, investigador y académico mexicano. Está especializado en teoría política y la historia constitucional y política de México y América Latina.

## Biografía
Nacido en la Ciudad de México, en 1968, obtuvo una licenciatura en relaciones internacionales por El Colegio de México; posteriormente obtuvo una maestría y un doctorado en ciencias políticas por la Universidad de Chicago.
Se desempeña como profesor e investigador en la División de Estudios Políticos del Centro de Investigación y Docencia Económicas (CIDE). Su investigación se ha basado en la teoría política y la historia constitucional y política de México y América Latina. También ha publicado trabajos sobre los intelectuales y el debate en torno al multiculturalismo en México y Estados Unidos.
Es autor de múltiples ensayos y libros de investigación como La sombra de Ulises: ensayos sobre intelectuales mexicanos y norteamericanos (1998), México: crónicas de un país posible (2005), La geometría y el mito: un ensayo sobre la libertad y el liberalismo en México, 1821-1970 (2010), La fronda liberal (2014), y La espada y la pluma: libertad y liberalismo en México: 1821-2005 (2022).

### Premios y reconocimientos
Obtuvo el Premio Carlos Pereyra de Ensayo Político en 1995.

## Publicaciones seleccionadas

### Antologías
- José Antonio Aguilar Rivera (2015). Aire en libertad: Octavio Paz y la crítica. México, D. F.: Fondo de Cultura Económica (Vida y Pensamiento de México). ISBN 9786071632173.

### Ensayos
- Aguilar Rivera, José Antonio (1998). La sombra de Ulises: ensayos sobre intelectuales mexicanos y norteamericanos (1. edición). México: Centro de Investigación y Docencia Económica : Miguel Angel Porrúa. ISBN 9789688427842.
- Aguilar Rivera, José Antonio (2005). México: crónicas de un país posible. México: Consejo Nacional para la Cultura y las Artes. ISBN 9789681676834.
- Aguilar Rivera, José Antonio (2014). La fronda liberal. Penguin Random House Grupo Editorial México. ISBN 9786071133687.
- Aguilar Rivera, José Antonio (2022). La espada y la pluma: libertad y liberalismo en México: 1821-2005. Fondo de Cultura Económica de España. ISBN 9786071648075.

### Epistolarios
- Aguilar Rivera, José Antonio (1999). Cartas mexicanas de Alexis de Tocqueville (1. edición). México, D.F: Cal y Arena. ISBN 9789684933446.